# Castillo Real de Laeken

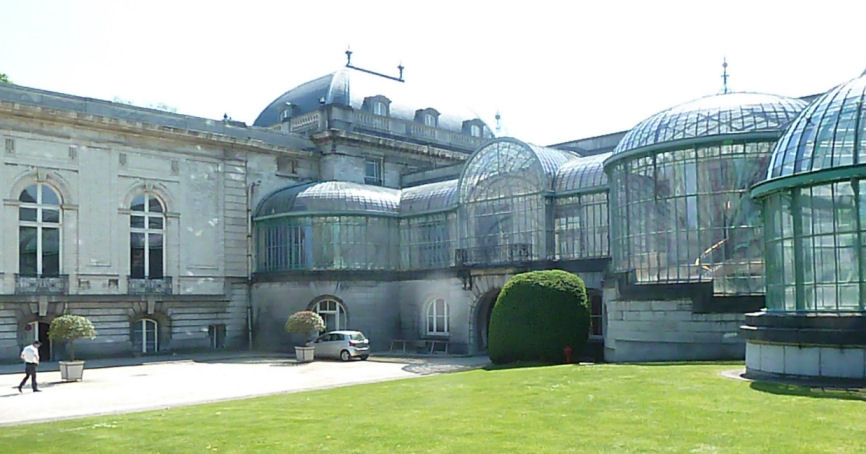

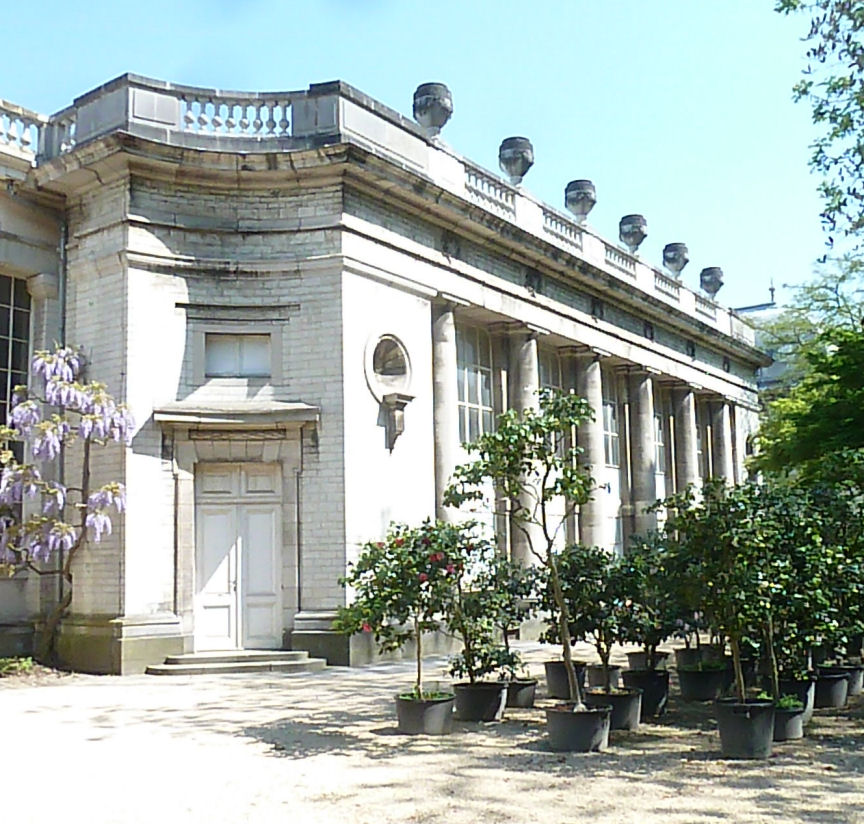
Galleria del narajas

El Castillo Real de Laeken (en francés: Château royal de Laeken; en neerlandés: Koninklijk Kasteel van Laken) es la residencia del rey de los belgas. Se ubica en Laeken, un barrio periférico de Bruselas. El castillo fue construido entre 1782-1784, siguiendo los planos del arquitecto francés Charles De Wailly, bajo la supervisión de Luis Montoyer, como residencia de verano para los Gobernadores de los Países Bajos, que en esa época incluía la región de lo que actualmente es Bélgica, y estaba bajo el dominio de los Habsburgo austriacos.
Napoléon Bonaparte, durante sus campañas de expansión, tomó la zona y habitó el castillo durante una temporada en 1804. Más adelante, después de la caída de las tropas francesas, fue propiedad del rey Guillermo I de los Países Bajos. Cuando Bélgica logró su independencia, el castillo y sus tierras pasaron a manos del rey Leopoldo I de Bélgica. Sería más adelante cuando el rey Leopoldo II decidió convertirlo en su residencia habitual.